# Jüdischer Friedhof (Buttenheim)

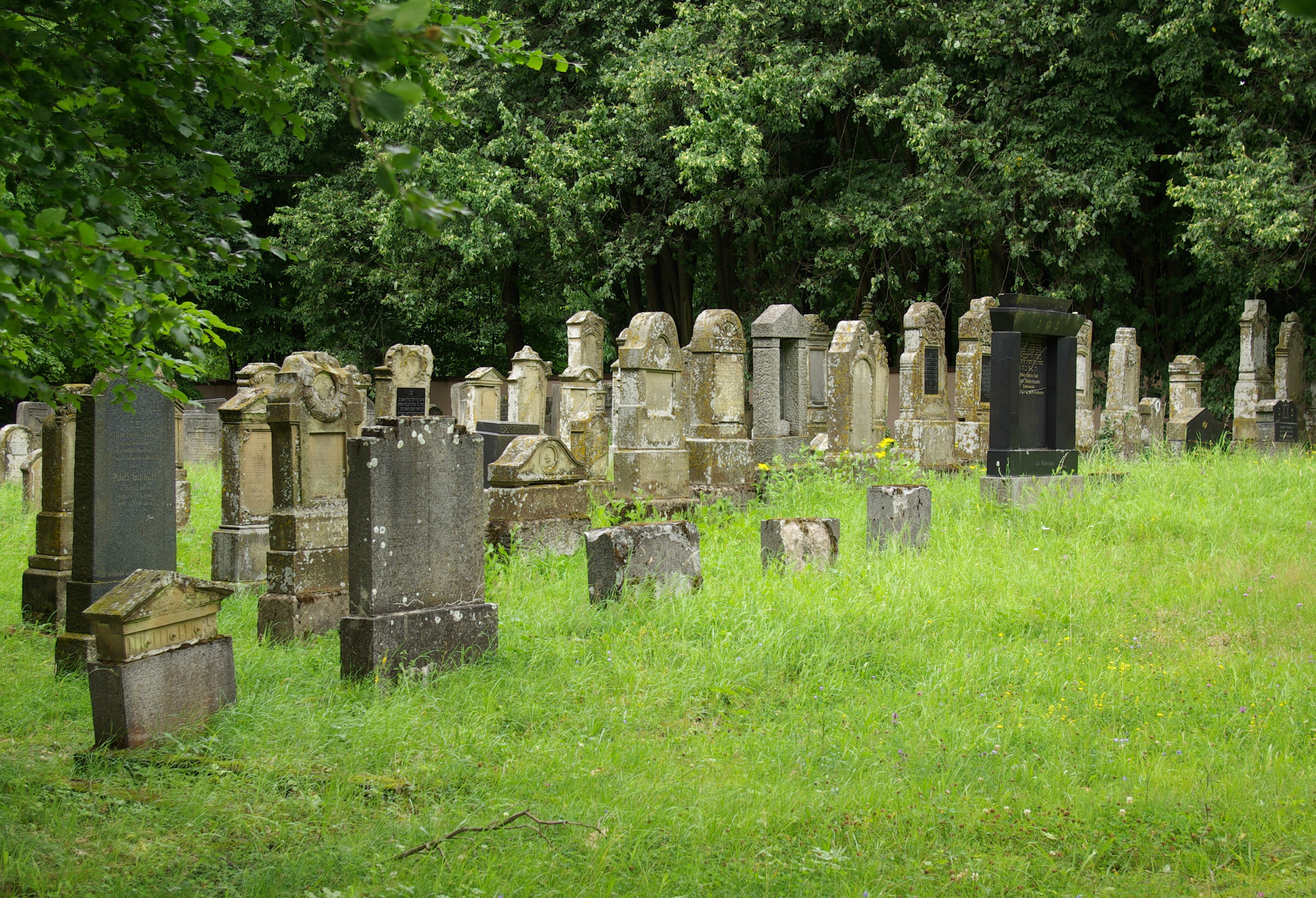
Jüdischer Friedhof in Buttenheim (2011)

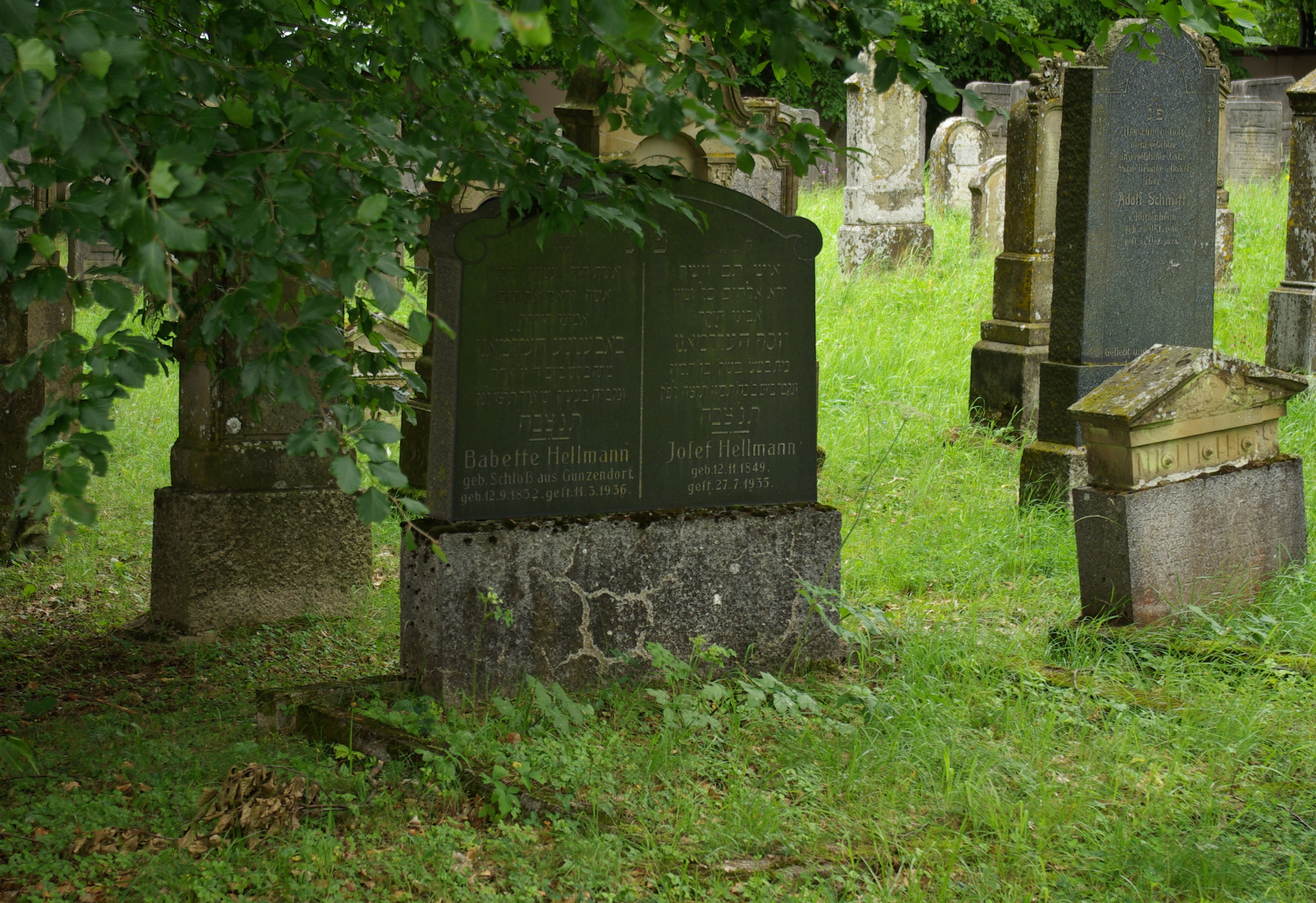
Jüdischer Friedhof in Buttenheim (2011)

Der Jüdische Friedhof in Buttenheim im oberfränkischen Landkreis Bamberg ist eine jüdische Begräbnisstätte, die von 1819 bis 1938 belegt wurde.

## Lage
Der 2150 m² große, von einer Mauer umgebene Friedhof liegt rund 1,5 km nördlich der Ortsmitte von Buttenheim, rechts von der Straße nach Seigendorf auf der Flur Gratzau am Waldrand.

## Geschichte

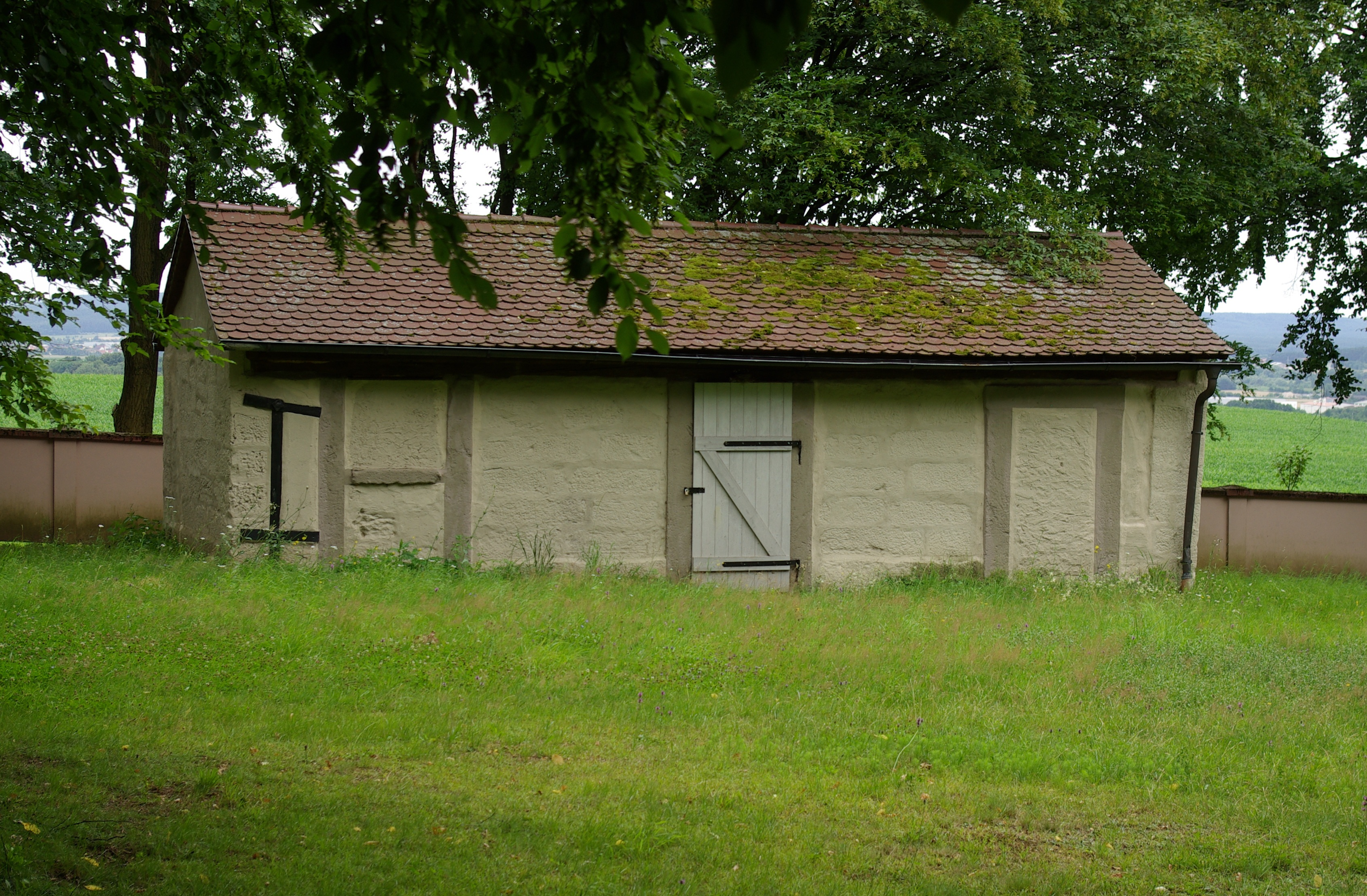
Taharahaus (2011)

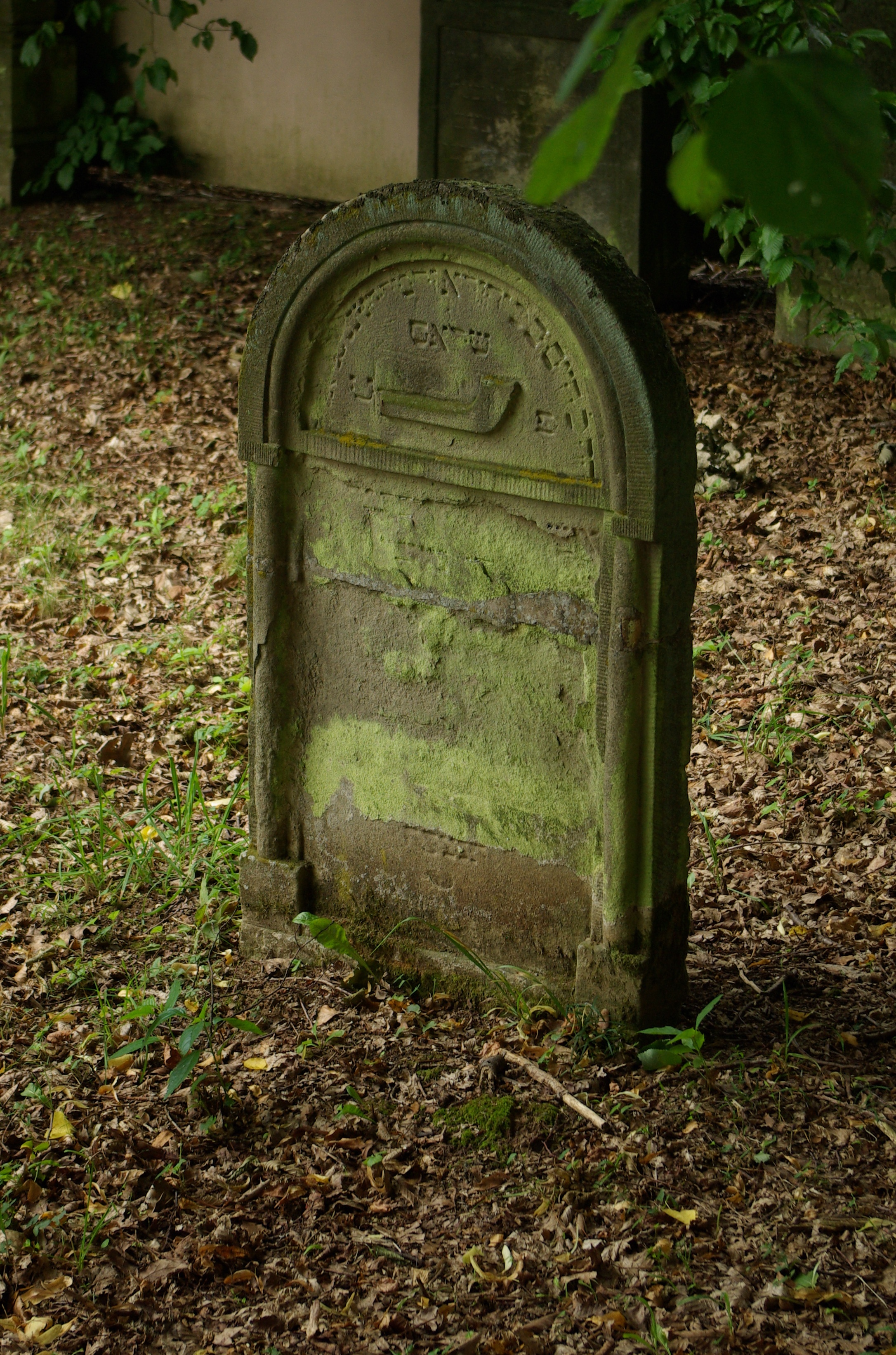
Grabstein mit Schofar (2011)

Die Anwesenheit von Juden in Buttenheim ist ab 1450 nachgewiesen. Nach dem Dreißigjährigen Krieg ließen sich dort abermals Juden nieder. 1667 erlaubten die Herren von Stiebar vier jüdischen Familien mit insgesamt 16 Personen die Ansiedlung auf den Trümmern des oberen Schlosses, das im Bauernkrieg eingeäschert worden war. Später konnten weitere Familien zuziehen, im Ort wurden eine Mikwe und 1740 eine großzügig bemessene Synagoge erbaut. 1763 lebten 44 jüdische Familien mit etwa 200 Personen in Buttenheim. Die Verstorbenen der jüdischen Gemeinde wurden zunächst auf dem jüdischen Friedhof in Zeckern bestattet. Die Ende des 18. Jahrhunderts entstandenen Pläne, südlich des Ortes am Eggolsheimer Berg einen Friedhof anzulegen, scheiterten am Widerstand des Freiherrn von Seefried.
1819 stiftete der damalige Gemeindevorstand Jizchak Reis ein Grundstück, auf dem mit Hilfe der Gemeinden Hirschaid und Gunzendorf schließlich ein eigener Friedhof mit einem kleinen Taharahaus angelegt werden konnte. Am 2. März des gleichen Jahres wurde dort die erste Tote, die verstorbene Ehefrau des Stifters, Fradel Reis, beerdigt. Auf der ursprünglich nur mit einer Hecke und einem Drahtzaun umgebenen Begräbnisstätte fanden auch Mitglieder der jüdischen Gemeinden Hirschaid und Gunzendorf ihre letzte Ruhe.
Während der Industrialisierung sank im 19. Jahrhundert durch Abwanderung in die Städte die Zahl der jüdischen Einwohner von Buttenheim. 1890 lebten noch 27 Juden im Ort. 1892 wurden die jüdischen Gemeinden Hirschaid und Buttenheim zu einer Gemeinde vereinigt. Um 1900 musste man eine Sammlung durchführen, um die Renovierung des Taharahauses und einiger Gräber auf dem jüdischen Friedhof zu finanzieren. Von den erbrachten 2.282,71 Reichsmark (heute etwa 19.240 Euro) stammte ein beträchtlicher Teil (1.028 RM) von dem nach San Francisco ausgewanderten, aus Buttenheim stammenden Textilfabrikanten Levi Strauss.
In der Nacht vom 19. zum 20. Dezember 1931 wurde der Friedhof schwer geschändet. Ein „den Gedankengängen der NSDAP nahestehender Kleingütler aus dem benachbarten Ort Seigendorf“ hatte 67 Grabsteine umgeworfen und zum Teil sehr schwer beschädigt. Das Ereignis wurde in einem Schreiben des erzbischöflichen Ordinariats in Bamberg an den Landesverband Bayern des Central-Vereins sowie in einer Kundgebung und in einem Brief des Dekanats in Amlingstadt an die Israelitische Kultusgemeinde in Buttenheim „vom Standpunkt der katholischen Ethik aus“ verurteilt.
1933 lebten noch 18 jüdische Personen in Buttenheim. Aufgrund der Folgen des wirtschaftlichen Boykotts und weiterer Repressalien wanderten in der Zeit des Nationalsozialismus fast alle jüdischen Einwohner Buttenheims aus. 1937 wurde die Synagoge an eine Brauerei verkauft, 1938 fand auf dem jüdischen Friedhof das letzte Begräbnis statt. Sechs Juden aus Buttenheim konnten in die Vereinigten Staaten, elf nach Großbritannien emigrieren. Der Schoah fielen vermutlich vier in Buttenheim geborene oder längere Zeit im Ort wohnhafte Juden zum Opfer.
Die ehemalige Synagoge wurde nach dem Verkauf umgestaltet und als Stall und Lagerhalle verwendet. Heute sind an dem Gebäude noch zwei originale Außenmauern erhalten. Auf dem jüdischen Friedhof, den seit einigen Jahren eine Mauer umgibt, befinden sich heute 13 Grabreihen mit insgesamt ca. 280 Grabsteinen.